# Protoclita tuberifrons
Protoclita tuberifrons är en skalbaggsart som beskrevs av Jan Krikken 1978. Protoclita tuberifrons ingår i släktet Protoclita och familjen Cetoniidae. Inga underarter finns listade i Catalogue of Life.